# 퀸: 스튜디오 익스피리언스

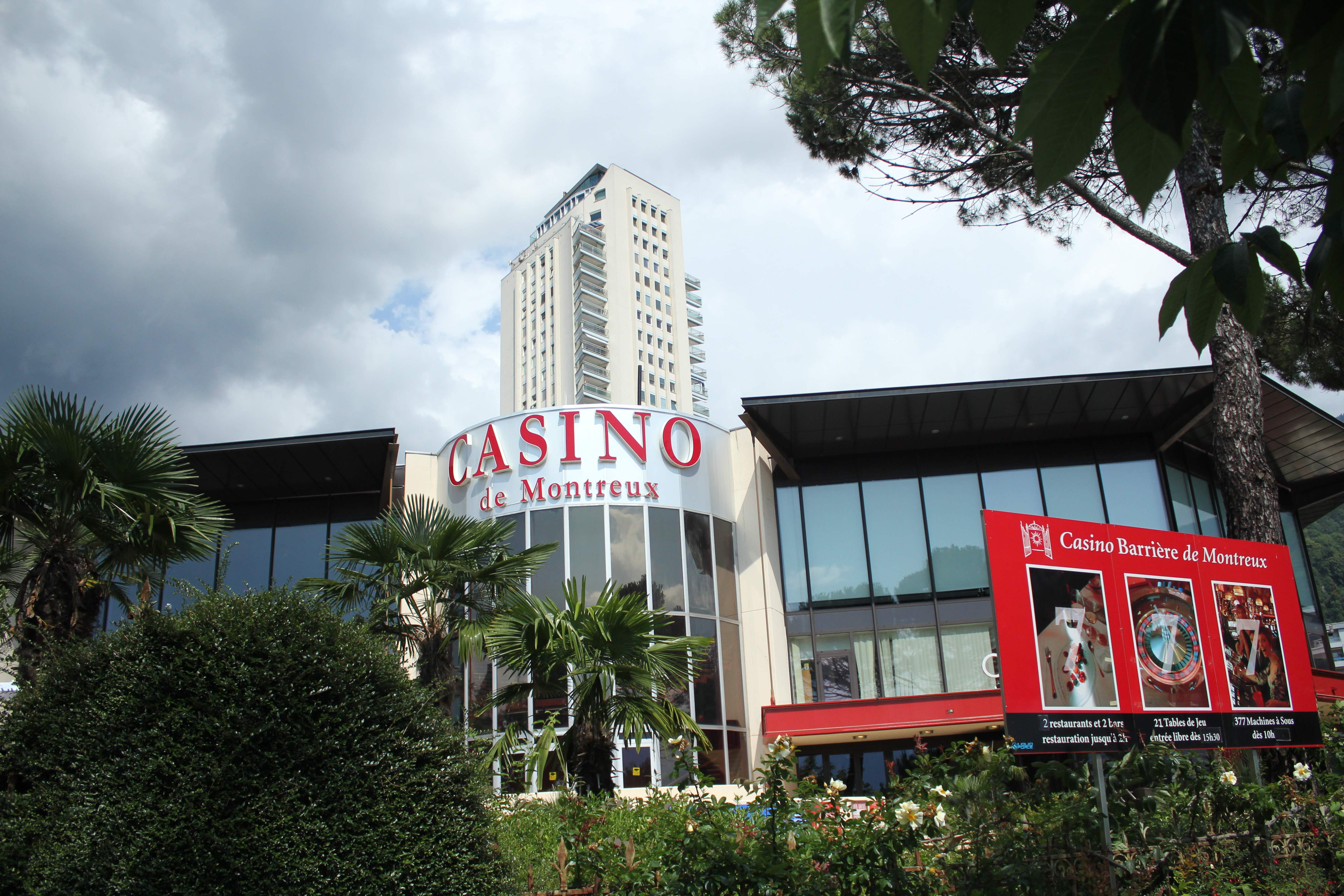
퀸: 스튜디오 익스피리언스

퀸: 스튜디오 익스피리언스는 스위스 몽트뢰에 있는 영국 록 그룹 퀸에게 헌정된 박물관이다. 카지노 바리에르 드 몽트뢰의 옛 마운틴 스튜디오에 위치해 있다. 퀸은 1978년부터 1995년까지 스튜디오에서 녹음을 했다. 박물관은 밴드 멤버 브라이언 메이가 2013년 12월 2일에 개관했다.